# Bothynus herteli
Bothynus herteli är en skalbaggsart som beskrevs av S. Endrödi 1968. Bothynus herteli ingår i släktet Bothynus och familjen Dynastidae. Inga underarter finns listade.